# Liste de patinoires de hockey en France
Cet article présente la liste exhaustive des patinoires de hockey sur glace en France (salles modulables non incluses). Elles peuvent accueillir également des clubs de patinage de vitesse sur piste courte, de patinage artistique, de danse sur glace, de patinage synchronisé ou de ballet sur glace.

## Classement des patinoires par capacité des gradins

### Supérieur à3 000places
| Rang | Nom de la patinoire                   | Ville     | Capacité | Club principal                | Dimension de la glace principale |
| ---- | ------------------------------------- | --------- | -------- | ----------------------------- | -------------------------------- |
| 1    | Palais omnisports Marseille Grand Est | Marseille | 5 600    | Marseille Hockey Club         | 60x30                            |
| 2    | Patinoire Polesud                     | Grenoble  | 4 208    | Brûleurs de Loups de Grenoble | 60x30                            |
| 3    | Patinoire Charlemagne                 | Lyon      | 4 200    | Lyon Hockey Club              | 60x30                            |
| 4    | Angers IceParc                        | Angers    | 3 586    | Ducs d'Angers                 | 60x30                            |
| 5    | Patinoire de Mériadeck                | Bordeaux  | 3 312    | Boxers de Bordeaux            | 60x30                            |
| 6    | Île Lacroix Nathalie-Péchalat         | Rouen     | 3 279    | Dragons de Rouen              | 60x30                            |
| 7    | Coliseum                              | Amiens    | 3 220    | Gothiques d'Amiens            | 60x30                            |
| 8    | Alp'Arena                             | Gap       | 3 042    | Rapaces de Gap                | 60x30                            |

Patinoire de Mériadeck
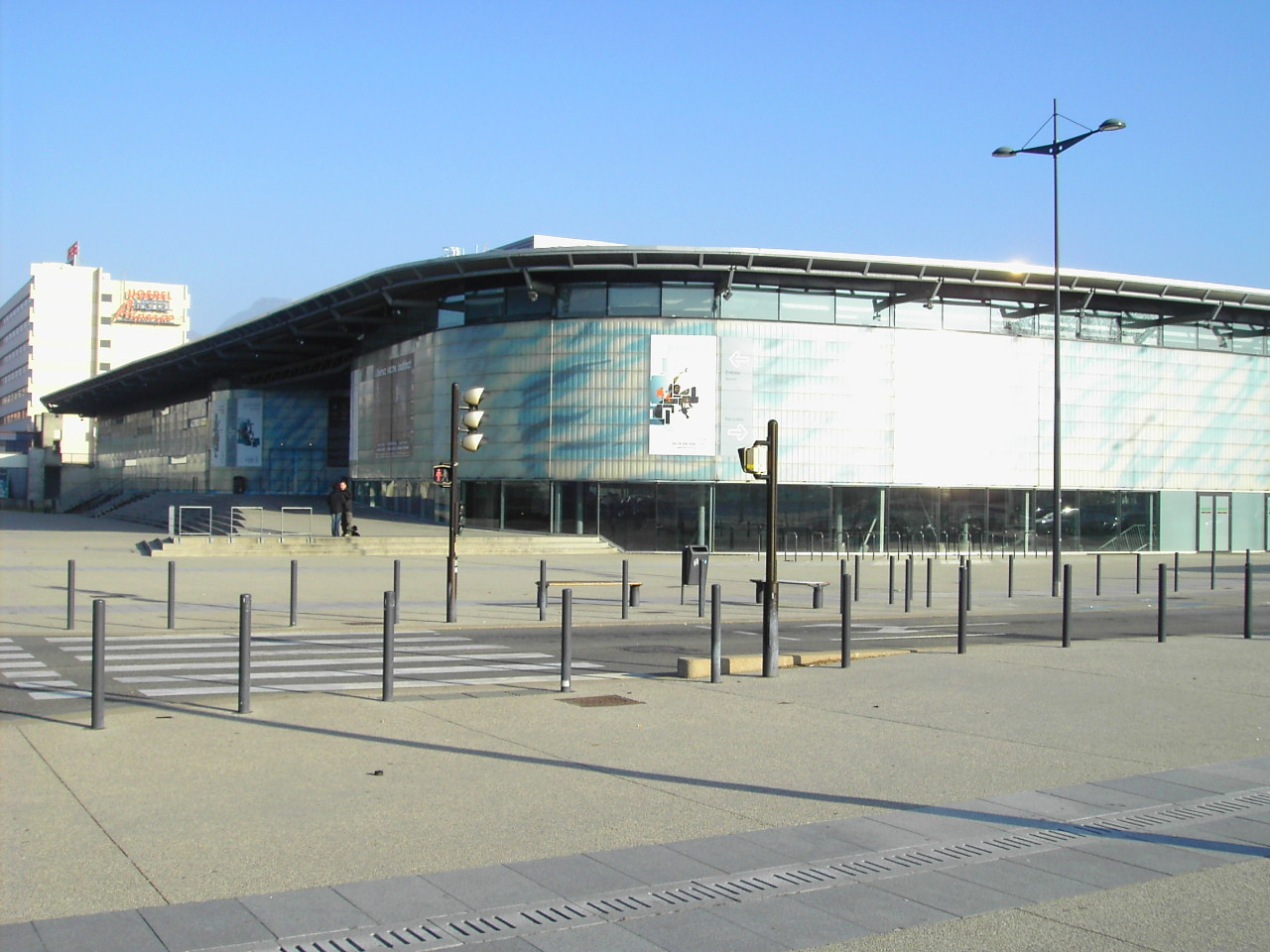
Patinoire Polesud
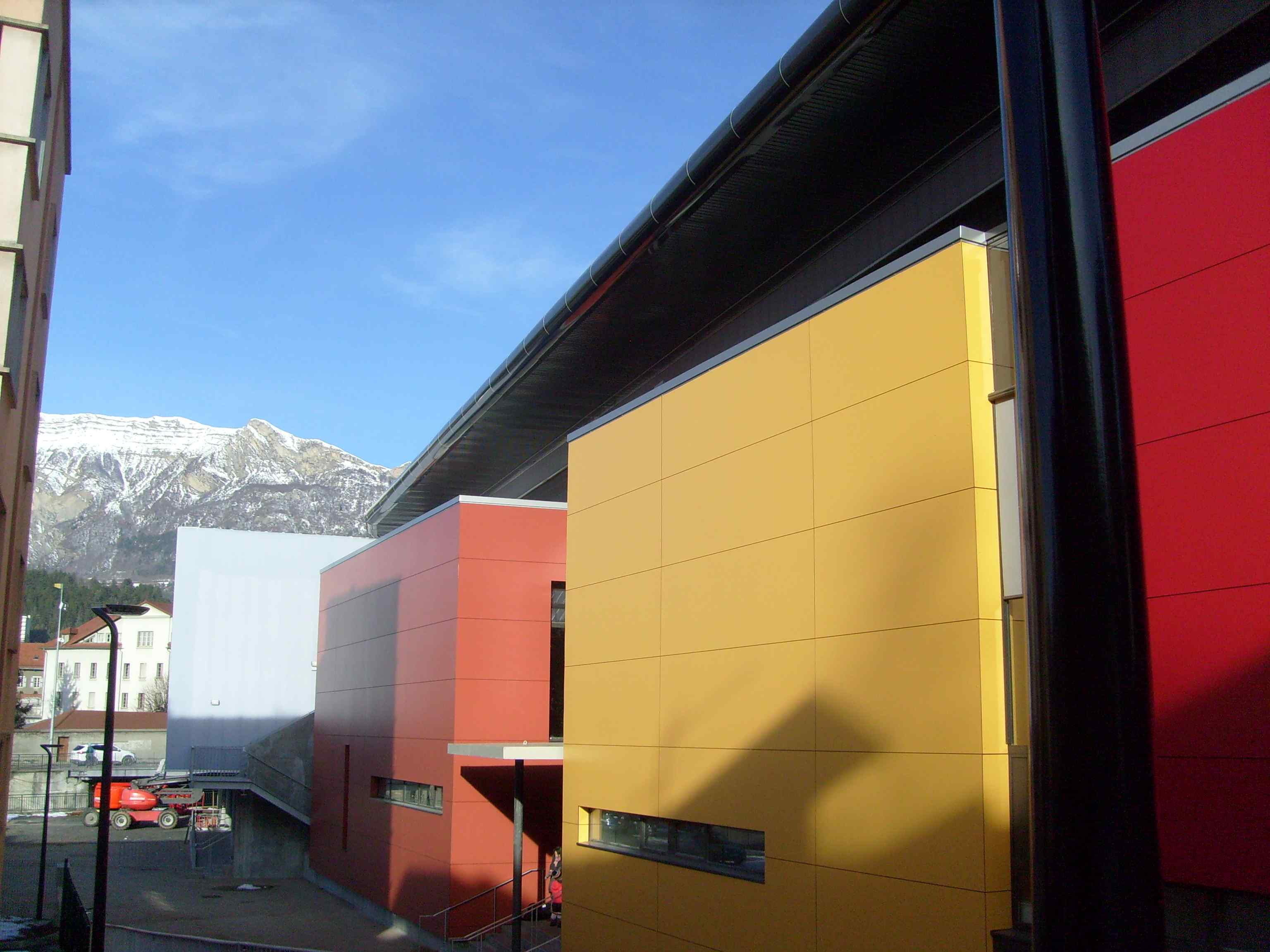
Stade de glace Alp'Arena (Gap)

### Entre1 000et3 000places

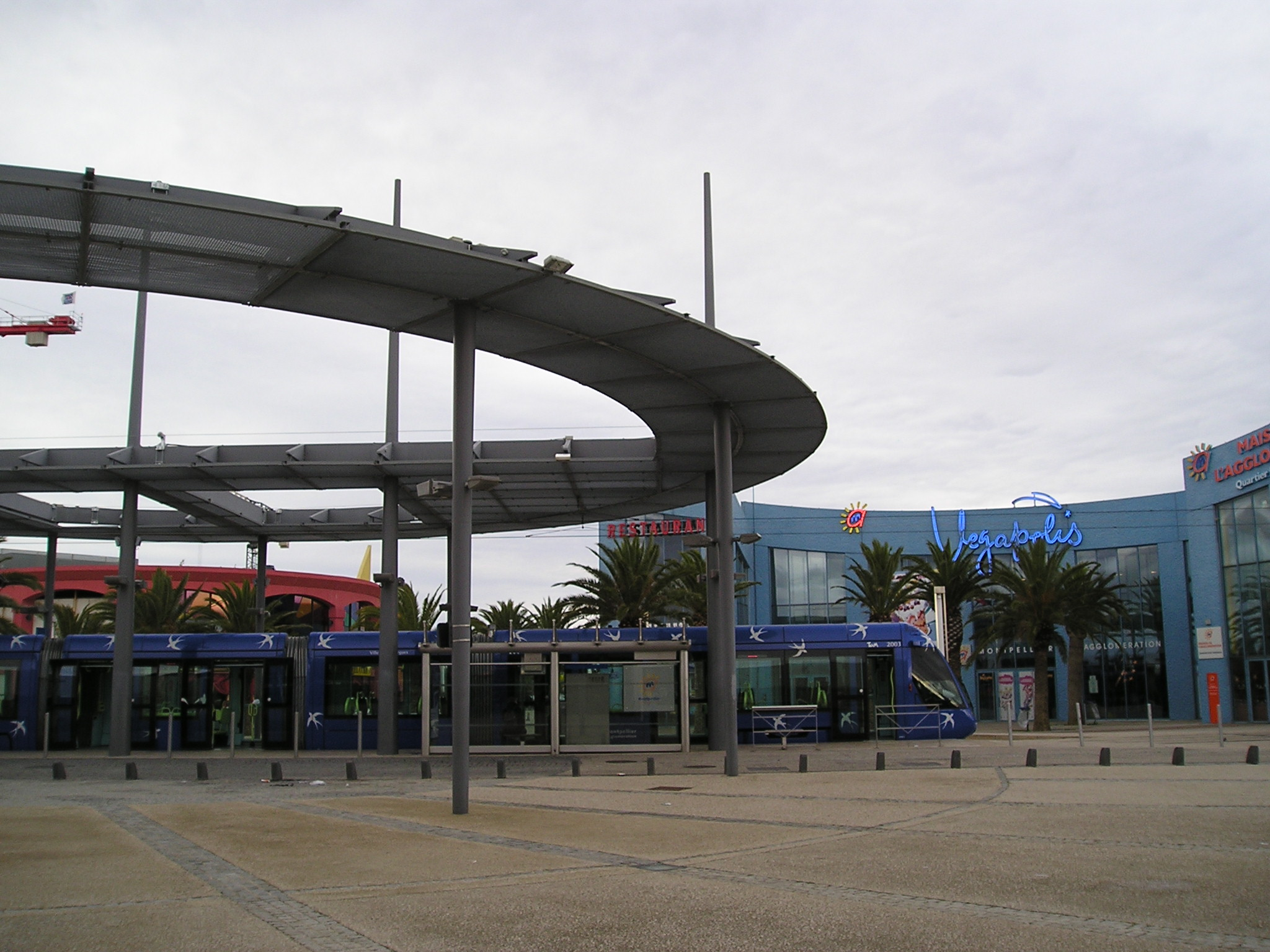
Patinoire Végapolis (Montpellier)

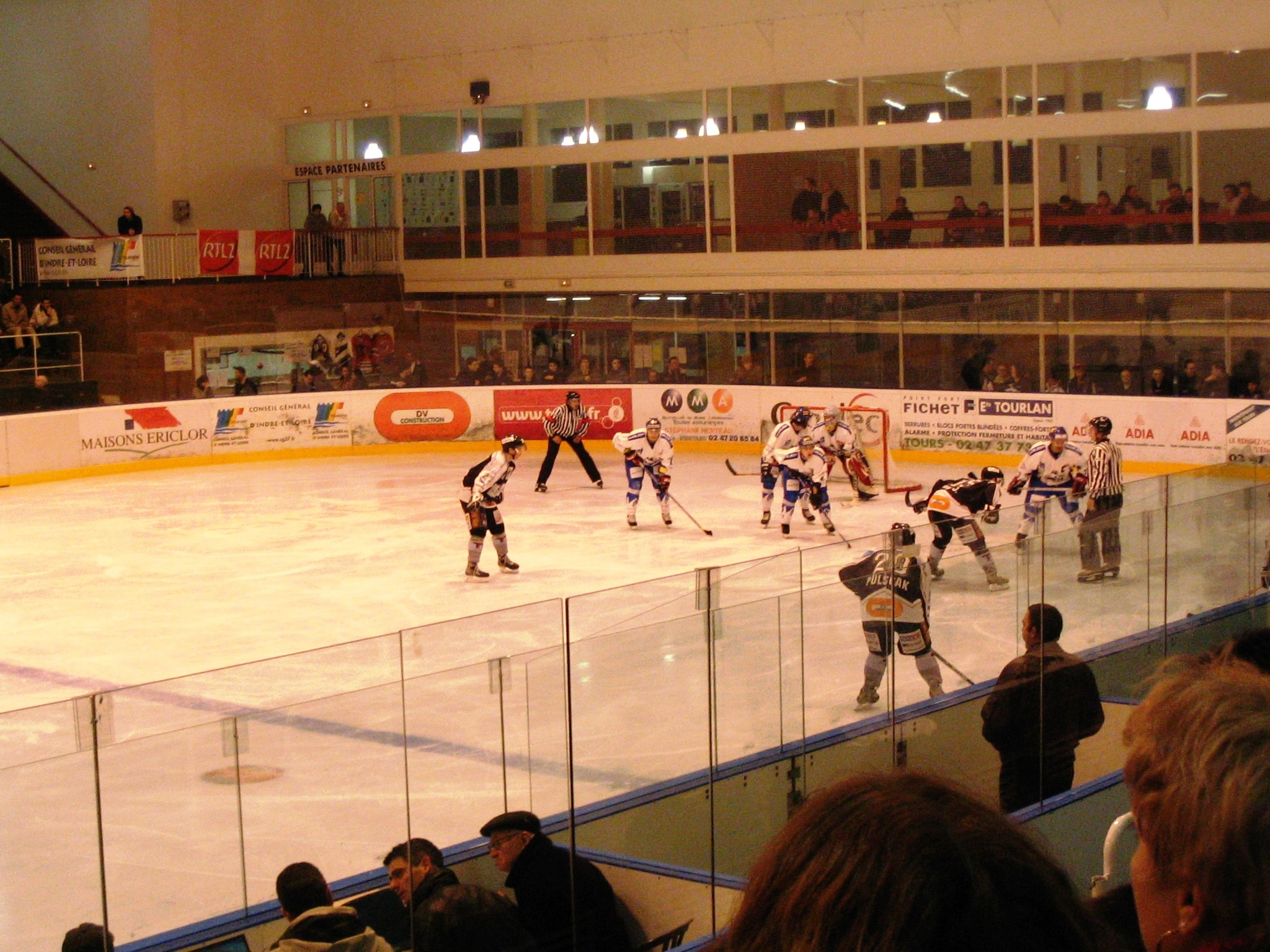
Patinoire de Tours

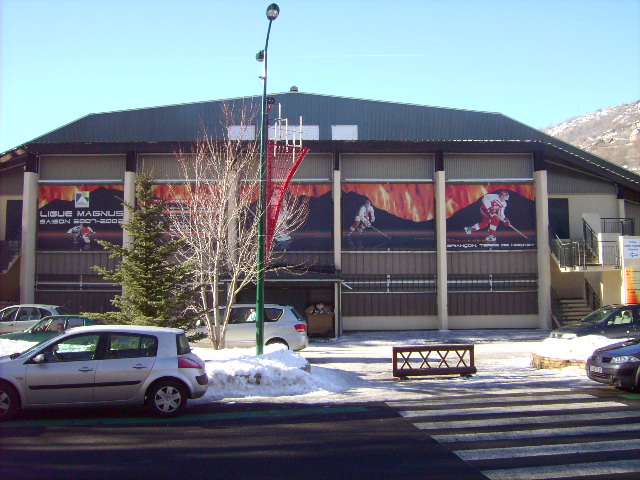
Patinoire René-Froger (Briançon)

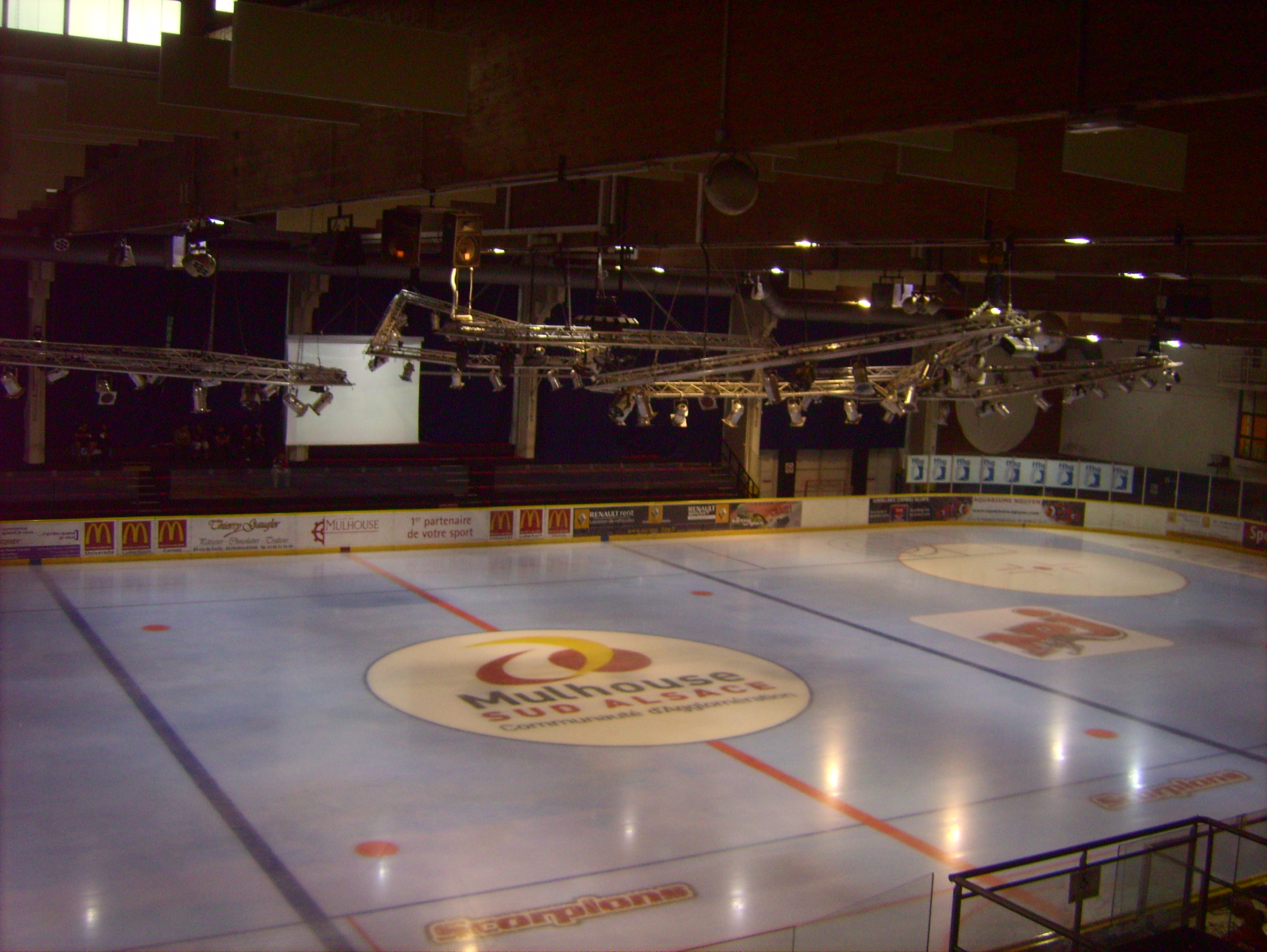
Patinoire de l'Illberg (Mulhouse)

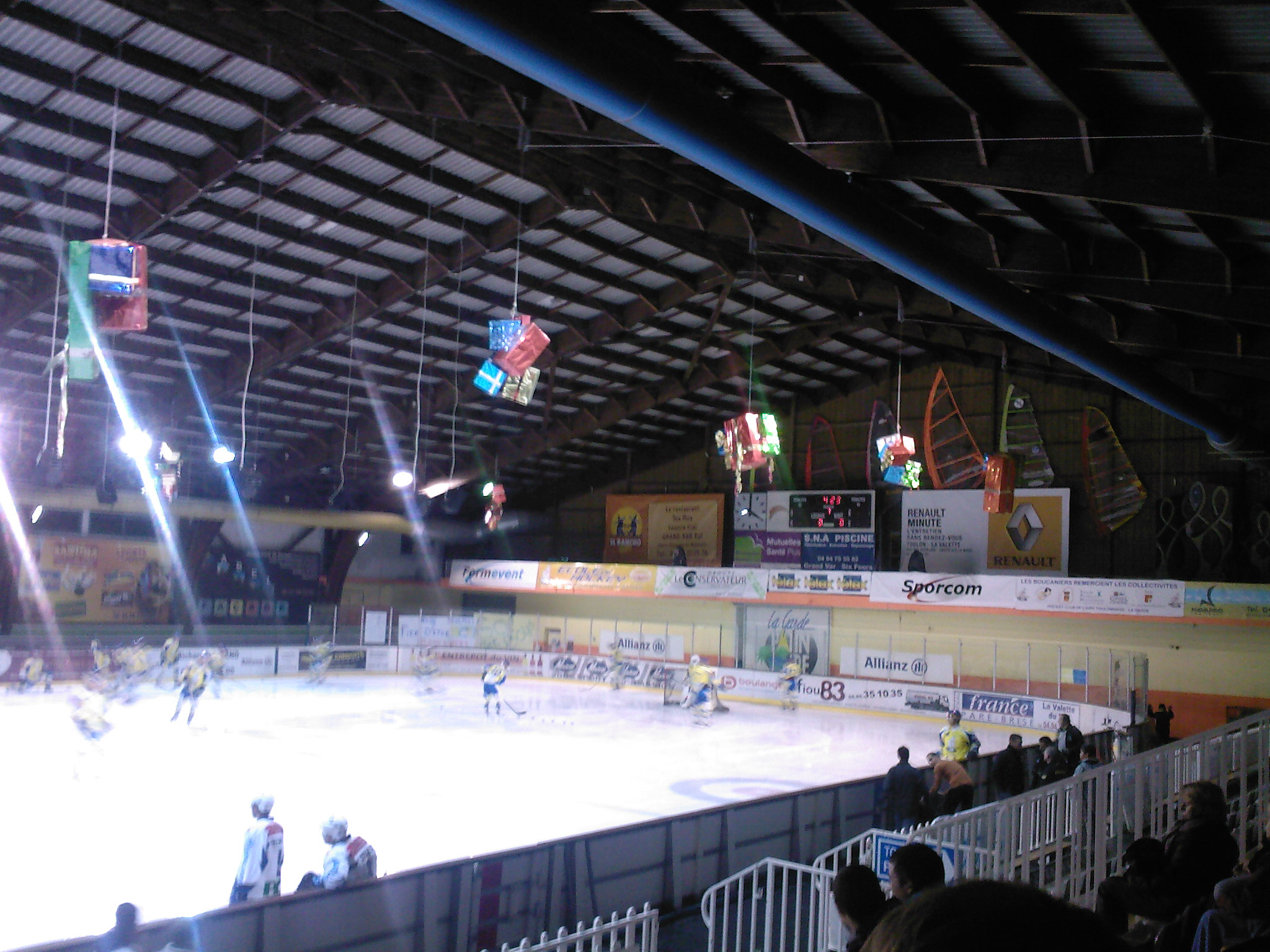
Patinoire de La Garde (Toulon)

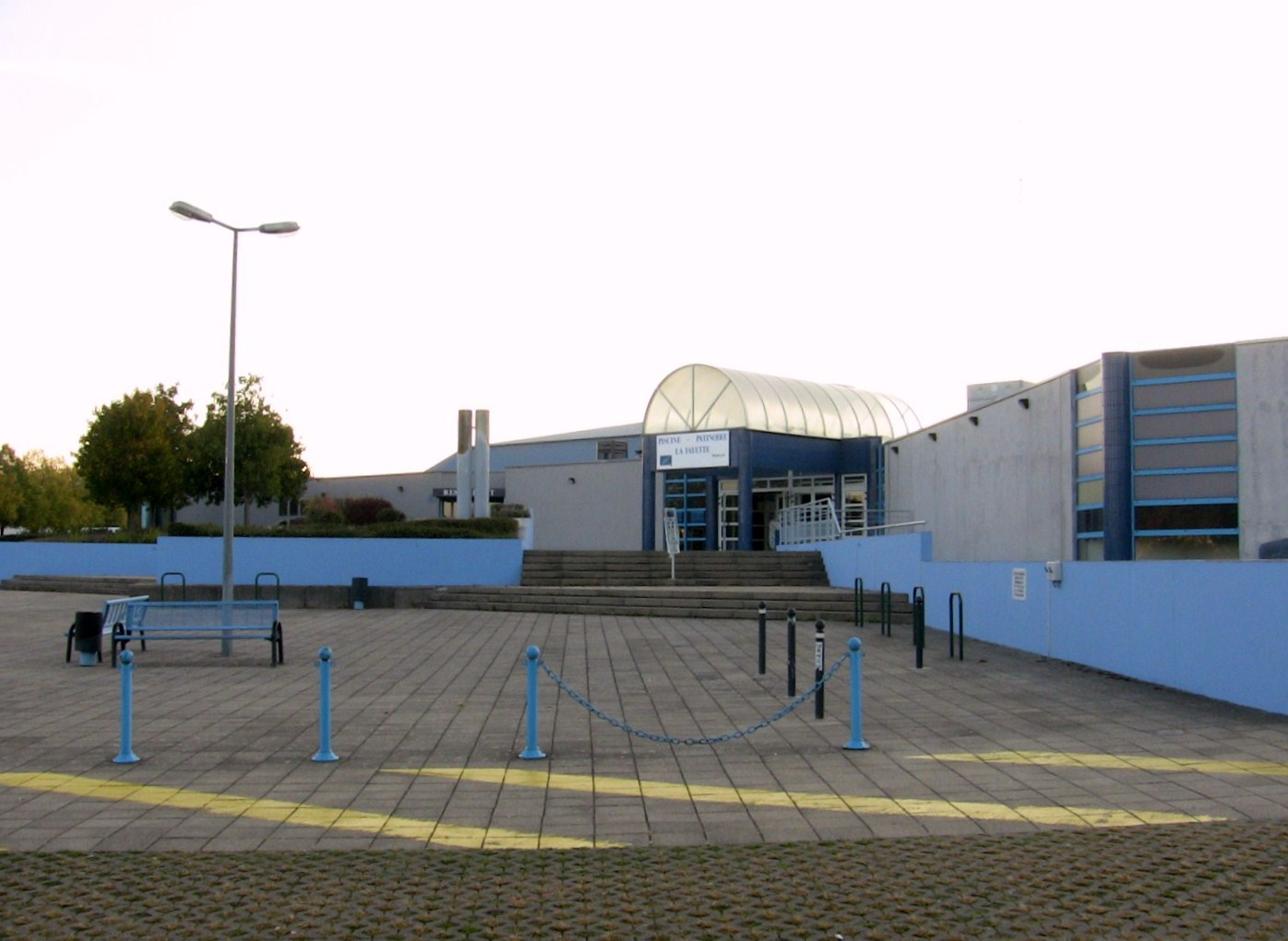
Patinoire Lafayette (Besançon)

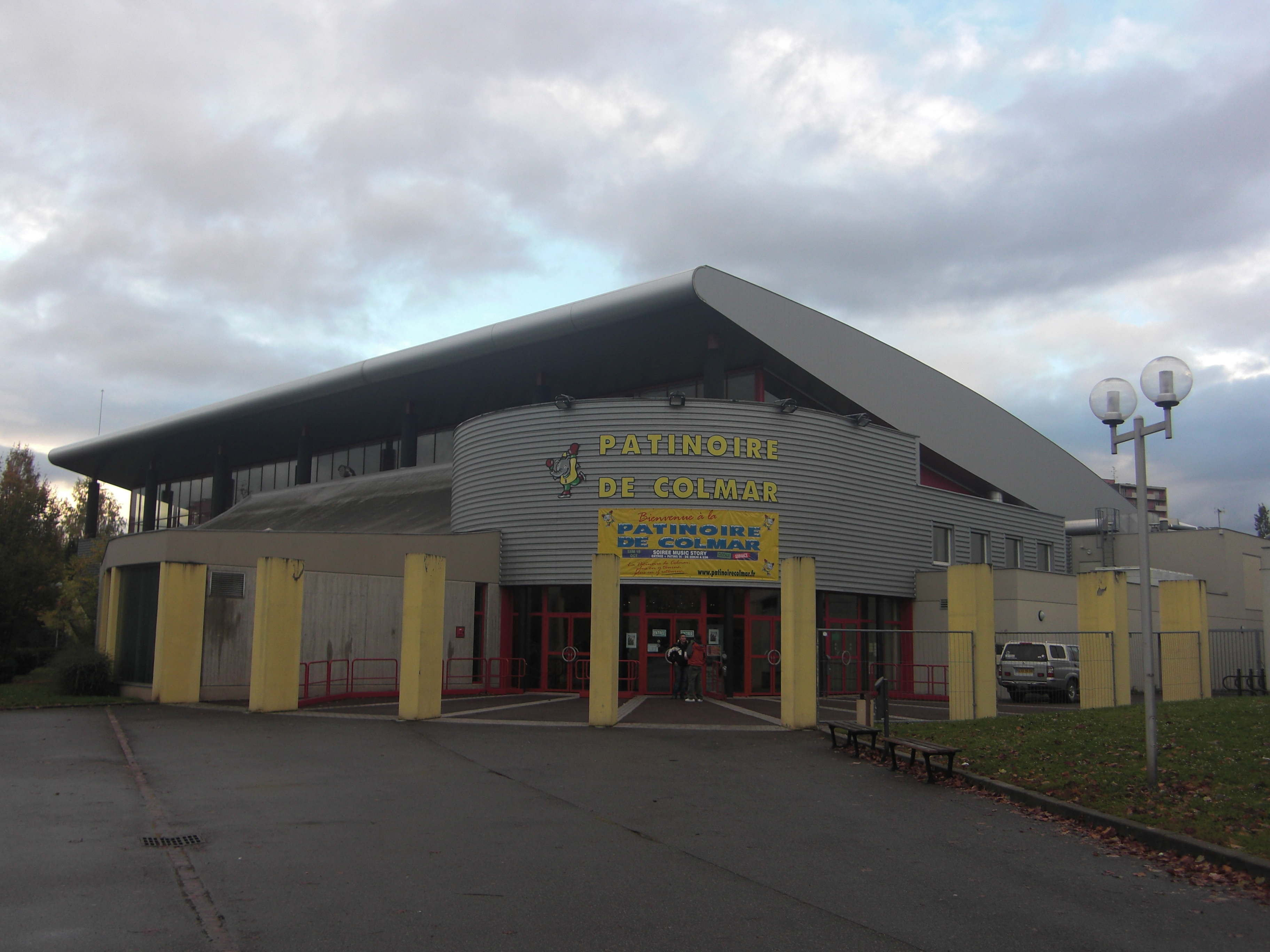
Patinoire de Colmar

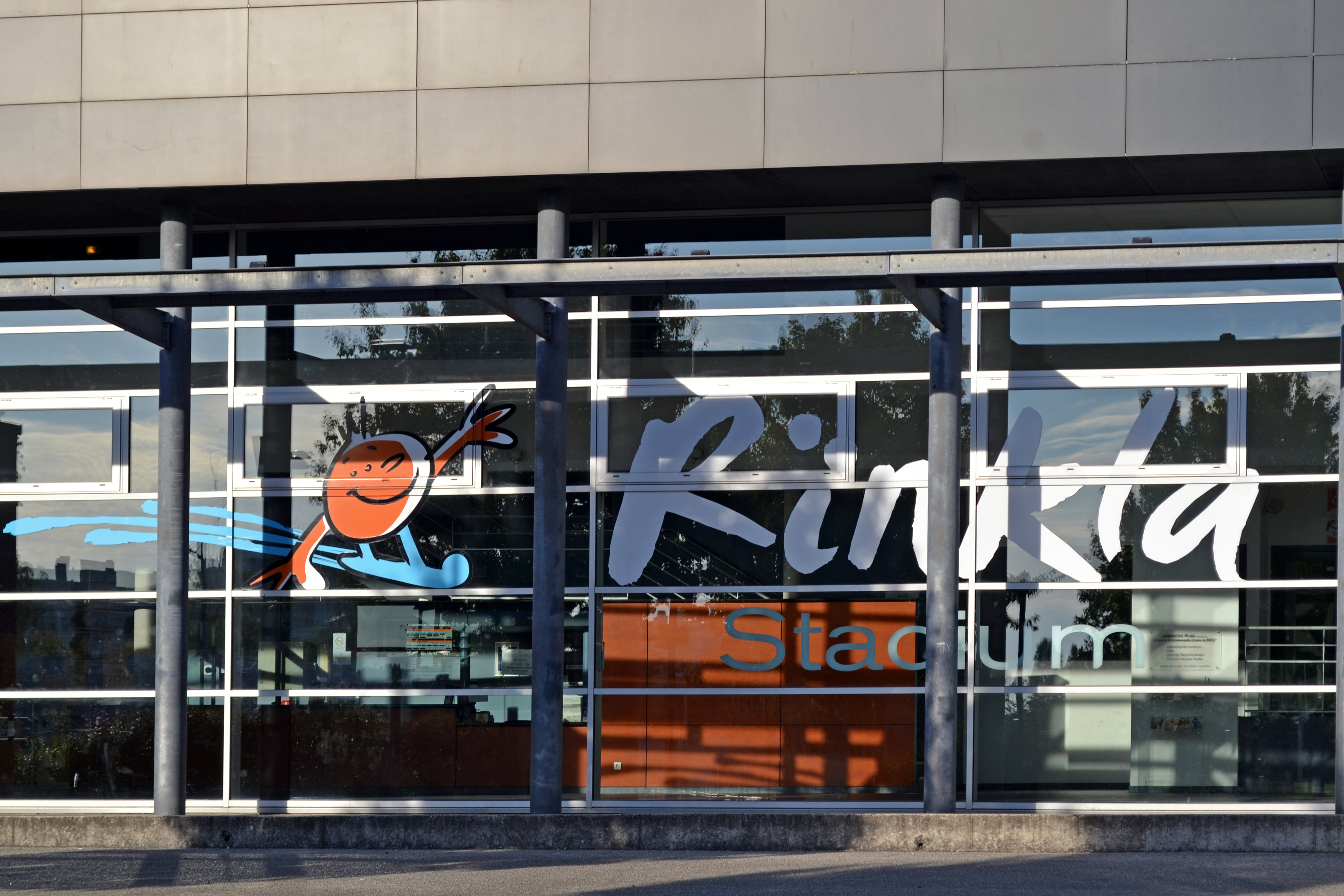
Rïnkla Stadium (Brest)

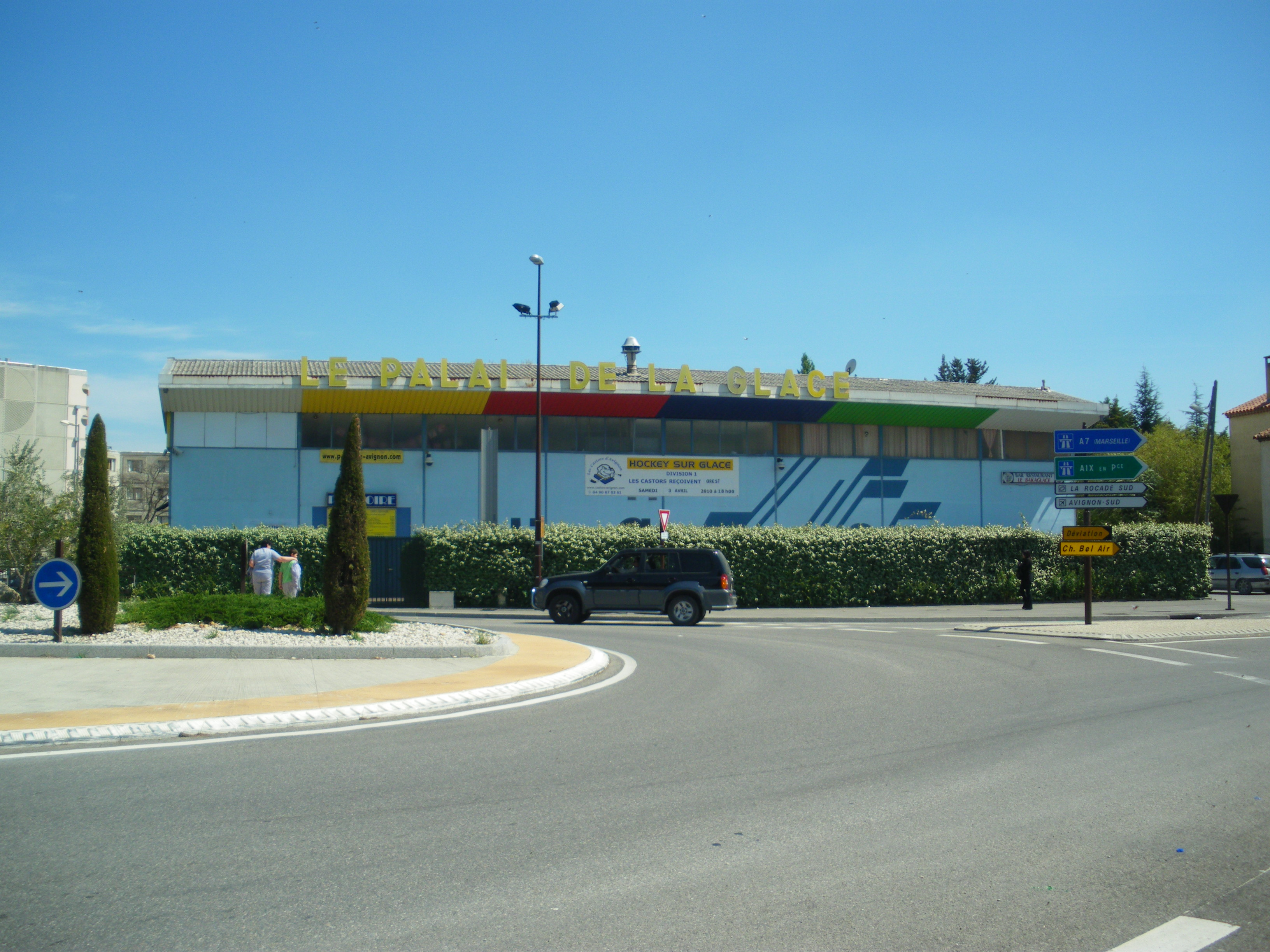
Palais de la Glace (Avignon)

| Rang | Nom de la patinoire            | Ville                   | Capacité | Club principal                                       | Dimensions de la glace principale |
| ---- | ------------------------------ | ----------------------- | -------- | ---------------------------------------------------- | --------------------------------- |
| 9    | Aren'ice                       | Cergy-Pontoise          | 2 997    | Jokers de Cergy-Pontoise                             | 60x30                             |
| 10   | Palais des sports de Megève    | Megeve                  | 2 700    | Yétis du Mont-Blanc                                  | 60x30                             |
| 11   | Patinoire de Poissompré        | Épinal                  | 2 516    | Épinal Hockey Club                                   | 60x30                             |
| 12   | Patinoire Olympique De Méribel | Meribel                 | 2 500    | Bouquetins du HCMP                                   | 60x30                             |
| 13   | Patinoire municipale de Tours  | Tours                   | 2 300    | Remparts de Tours                                    | 56x26                             |
| 13   | Patinoire René Froger          | Briançon                | 2 300    | Diables Rouges de Briançon                           | 60x30                             |
| 15   | Centre Sportif Richard Bozon   | Chamonix                | 2 063    | Pionniers de Chamonix                                | 60x30                             |
| 16   | Patinoire de Saint-Gervais     | Saint-Gervais-Les-Bains | 1 850    | Yétis du Mont-Blanc                                  | 60x30                             |
| 17   | Patinoire André Ravix          | Villard-de-Lans         | 1 800    | Ours de Villard-de-Lans                              | 60x30                             |
| 18   | Complexe Jean Régis            | Annecy                  | 1 650    | Chevaliers du Lac d'Annecy                           | 58x28                             |
| 19   | L'Iceberg                      | Strasbourg              | 1 600    | Étoile noire de Strasbourg                           | 61x30                             |
| 19   | Patinoire de l'Illberg         | Mulhouse                | 1 600    | Scorpions de Mulhouse                                | 60x30                             |
| 21   | Patinoire Bocquaine            | Reims                   | 1 500    | Phénix de Reims                                      | 60x30                             |
| 22   | Rïnkla Stadium                 | Brest                   | 1 500    | Albatros de Brest                                    | 60x30                             |
| 23   | Patinoire de Caen la mer       | Caen                    | 1 500    | Drakkars de Caen                                     | 60x30                             |
| 24   | Patinoire de la Barre          | Anglet                  | 1 450    | Hormadi d'Anglet                                     | 56x26                             |
| 25   | Patinoire des Courtilles       | Asnières-sur-Seine      | 1 421    | Castors d'Asnières                                   | 60x30                             |
| 26   | Patinoire Michel Raffoux       | Dunkerque               | 1 417    | Corsaires de Dunkerque                               | 60x30                             |
| 27   | Végapolis                      | Montpellier             | 1 380    | Vipers de Montpellier                                | 60x30                             |
| 28   | Patinoire Valigloo             | Valenciennes            | 1 350    | Valenciennes Hainaut Hockey Club                     | 60x30                             |
| 29   | Palais des sports Jean-Bouin   | Nice                    | 1 296    | Aigles de Nice                                       | 60x30                             |
| 30   | Skoda Arena                    | Morzine                 | 1 279    | Pingouins de Morzine-Avoriaz                         | 56x26                             |
| 31   | Complexe Arago                 | La Roche-sur-Yon        | 1 200    | HOGLY                                                | 58x28                             |
| 31   | Patinoire Buisson Rond         | Chambery                | 1 200    | Éléphants de Chambéry                                | 58x28                             |
| 31   | Patinoire Municipale           | Blagnac                 | 1 200    | Bélougas de Toulouse-Blagnac                         | 60x30                             |
| 31   | Patinoire Clermont Métropole   | Clermont-Ferrand        | 1 200    | Sangliers Arvernes                                   | 60x30                             |
| 35   | Complexe sportif Glisséo       | Cholet                  | 1 100    | Dogs de Cholet                                       | 58x28                             |
| 35   | Patinoire Cités Glace          | Châlons-en-Champagne    | 1 100    | Hockey club châlonnais                               | 56x26                             |
| 37   | Patinoire Du Petit Port        | Nantes                  | 1 060    | Corsaires de Nantes                                  | 60x30                             |
| 38   | Patinoire de La Garde          | La Garde                | 1 000    | Boucaniers de Toulon - Nouveau Hockey Loisir Gardéen | 60x30                             |
| 38   | Patinoire Trimolet             | Dijon                   | 1 000    | Ducs de Dijon                                        | 56x26                             |

### Inférieur à1 000places

Patinoire du Baron (Orléans)

| Rang | Nom de la patinoire                           | Ville               | Capacité | Club principal                | Dimensions de la glace principale |
| ---- | --------------------------------------------- | ------------------- | -------- | ----------------------------- | --------------------------------- |
| 40   | Patinoire municipale des Casseaux             | Limoges             | 900      | ASPTT Limoges                 | 60x30                             |
| 41   | UCPA Sport Station Meudon                     | Meudon              | 700      | Meudon Hockey Club            | 58x28                             |
| 41   | Patinoire municipale de Neuilly-sur-Marne     | Neuilly-sur-Marne   | 700      | Hockey Club Neuilly Sur Marne | 56x26                             |
| 43   | Glacéo                                        | Louviers            | 602      | Les Loups Hockey'Eure         | 57,6x27,6                         |
| 44   | Patinoire du Centre de Loisirs                | Amneville           | 550      | Moselle Amneville Hockey Club | 60x30                             |
| 45   | Le Polygone                                   | Valence             | 500      | Valence Hockey sur Glace      | 60x30                             |
| 45   | Patinoire Sonja-Henie                         | Paris               | 500      | Français Volants de Paris     | 60x30                             |
| 47   | Patinoire de Champigny-sur-Marne              | Champigny-sur-Marne | 450      | Champigny Hockey Club         | 56x26                             |
| 48   | Patinoire communautaire de Melun Val de Seine | Dammarie-Lès-Lys    | 400      | Caribous de Seine et Marne    | 56x26                             |
| 49   | Patinoire municipale                          | Nîmes               | 286      | Kroko Sports                  | 56x26                             |
| 50   | L'agora                                       | Évry                | 250      | Évry Viry Hockey 91           | 56x26                             |

### Capacités non définies
| Rang | Nom de la patinoire                         | Ville                    | Capacité           | Club principal                                 | Dimensions de la glace principale |
| ---- | ------------------------------------------- | ------------------------ | ------------------ | ---------------------------------------------- | --------------------------------- |
| 50   | Halle olympique                             | Albertville              |                    | Hockey Club Albertville                        | 60x30                             |
| 51   | Patinoire municipale                        | Alpe d'Huez              |                    | Alpe D'Huez Hockey Club                        | 60x30                             |
| 52   | Patinoire municipale                        | Argenteuil               |                    | Argenteuil Sports De Glace                     | 56x26                             |
| 53   | Mégaglace (disparue)                        | Aubagne                  |                    | Hockey Club du Garlaban                        | 56x26                             |
| 54   | Palais de la Glace                          | Montfavet                |                    | Hockey Club Avignon                            | 56x26                             |
| 55   | Patinoire municipale                        | Avoriaz                  |                    | Hockey Club Morzine-Avoriaz                    | 40x20                             |
| 56   | Patinoire Christian-Ochem                   | Essert                   |                    | Grand Belfort Hockey Club                      | 58x28                             |
| 57   | Patinoire Lafayette                         | Besançon                 |                    | Besançon Doubs Hockey Club                     | 58x28                             |
| 58   | Patinoire olympique de Boulogne-Billancourt | Boulogne-Billancourt     |                    | Athletic Club Boulogne-Billancourt             | 60x30                             |
| 59   | Patinoire municipale                        | Bourgueil                |                    | Entente Sportive de Bourgueil                  | 40x20                             |
| 60   | Patinoire municipale                        | Brive-La-Gaillarde       |                    | Brive Hockey Club                              | 60x30                             |
| 61   | L'archipel                                  | Castres                  |                    | Castres Hockey Club Patinage                   | 56x26                             |
| 62   | Patinoire municipale                        | Cauterets                |                    | Cauterets Hockey Club                          | 56x26                             |
| 63   | Patinoire municipale                        | Chamrousse               |                    | Hockey Club Chamrousse                         | 56x26                             |
| 64   | Patinoire municipale                        | Charleville-Mezieres     |                    | Charleville Mézières Sports de Glace           | 36x18                             |
| 65   | Patinoire municipale                        | Chatellerault            |                    | Hockey Club Châtellerault                      | 33x18                             |
| 66   | Complexe Sportif Chantereyne                | Cherbourg                | 700                | Nord Cotentin Hockey Plus - Cherbourg          | 32x16                             |
| 67   | Patinoire municipale                        | Cleon                    | 150                | Les Crocodiles                                 | 40x20                             |
| 68   | Patinoire de Colmar                         | Colmar                   | 1200 assises       | Hockey Club Colmar                             | 58x28                             |
| 69   | Patinoire de Colombes                       | Colombes                 |                    | Colombes Hockey Club                           | 56x26                             |
| 70   | Le Forum                                    | Courchevel               |                    | Hockey Courchevel Méribel Pralognan            | 56x26                             |
| 71   | Patinoire municipale                        | Deuil-La-Barre           |                    | Vallée Montmorency                             | 40x20                             |
| 72   | Patinoire municipale                        | Font-Romeu               |                    | Club de Hockey Font Romeu Cerdagne             | 56x26                             |
| 73   | Patinoire municipale                        | Fontenay-Sous-Bois       |                    | Union sportive fontenaysienne                  | 40x20                             |
| 74   | Patinoire municipale                        | Franconville             |                    | Franconville Hockey Club                       | 56x26                             |
| 75   | Patinoire du Val de France                  | Garges-lès-Gonesse       |                    | Garges Hockey Club                             | 56x26                             |
| 76   | Patinoire municipale                        | Issoudun                 |                    | Hockey Club Issoldunois                        | 60x30                             |
| 77   | Patinoire municipale                        | Joué-lès-Tours           |                    | Club de Hockey des Hérissons de Joué-lès-Tours | 17x26                             |
| 78   | Patinoire municipale                        | La Clusaz                |                    | Club des Sports de la Clusaz                   | 33x15                             |
| 79   | Patinoire municipale                        | Lanester                 |                    | Lanester Hockey sur Glace "Les Béliers"        | 40x20                             |
| 80   | Patinoire municipale                        | Langueux                 |                    | Hockey Club Les Korrigans                      | 40x20                             |
| 81   | Patinoire municipale                        | Le Havre                 | 1045 (900 assises) | Le Havre Athletic Club                         | 40x20                             |
| 82   | Patinoire municipale                        | Le Mans                  |                    | Hockey Club Le Mans                            | 30x18                             |
| 83   | Patinoire municipale                        | Le Mont-Dore             |                    | Hockey Club du Mont-Dore                       | 40x20                             |
| 84   | Patinoire municipale                        | Les Arcs                 |                    | Hockey Club la Rosière                         | 56x26                             |
| 85   | Patinoire municipale                        | Metz                     |                    | Metz Hockey Club                               | 40x20                             |
| 86   | Patinoire Baraban                           | Lyon                     |                    | Lyon Hockey Club Association                   | 60x30                             |
| 87   | Patinoire municipale                        | Mantes-la-Jolie          |                    | AS Mantaise                                    | 56x26                             |
| 88   | Patinoire municipale                        | La Rosière (Montvalezan) |                    | Hockey Club la Rosière                         | 56x26                             |
| 89   | Patinoire municipale                        | Narbonne                 |                    | Narbonne Hockey Club                           | 56x26                             |
| 90   | Patinoire René Gaillard                     | Niort                    |                    | Niort Hockey Club                              | 58x28                             |
| 91   | Patinoire municipale                        | Orcières-Merlette        |                    | Hockey Club Orcières 1850                      | 56x26                             |
| 92   | Patinoire du Baron                          | Orléans                  | 920 assises        | Orléans Loiret Hockey sur Glace                | 56x26                             |
| 93   | Patinoire municipale                        | Courbevoie               |                    | Club Olympique Courbevoie                      | 56x26                             |
| 94   | Patinoire municipale                        | Compiegne                |                    | Hockey Club Compiègnois                        | 56x26                             |
| 95   | Patinoire municipale de Poitiers            | Poitiers                 | 810                | Stade Poitevin Hockey Club                     | 57x27                             |
| 96   | Patinoire municipale                        | Pralognan-la-Vanoise     |                    | Hockey Courchevel Méribel Pralognan            | 40x20                             |
| 97   | Patinoire Jacque Barot                      | Reims                    |                    | Reims Métropole Hockey                         | 36x26                             |
| 98   | Le Blizz                                    | Rennes                   | 750 places assises | Rennes Cormorans HC                            | 58x28                             |
| 99   | Patinoire Fontalon                          | Roanne                   |                    | Club des Hockeyeurs Roannais                   | 56x26                             |
| 100  | Patinoire municipale                        | Romorantin               |                    | Hockey Club Romorantin                         | 56x26                             |
| 101  | Patinoire municipale                        | Saint-Chaffrey           |                    | Hockey Club de Serre-Chevalier                 | 60x30                             |
| 102  | Patinoire municipale                        | Saint-Ouen               |                    | Club des Sports de Glace de Saint Ouen         | 56x26                             |
| 103  | Patinoire municipale                        | Samoens                  |                    | Hockey Club Samoens Les Lynx                   | 56x26                             |
| 104  | Patinoire municipale                        | St-Martin-En-Campagne    |                    | Les Eclairs De Saint Martin                    | 56x26                             |
| 105  | Super Lioran                                | Le Lioran                |                    | Hockey Club Les Mouflons                       | 56x26                             |
| 106  | Patinoire municipale                        | Toul                     |                    | Hockey Club de Toul                            | 34x30                             |
| 107  | Patinoire Alex Jany                         | Toulouse                 |                    | Toulouse Blagnac Hockey Club                   | 40x18                             |
| 108  | Patinoire municipale                        | Troyes                   |                    | Troyes Hockey Club                             | 60x26                             |
| 110  | Patinoire municipale                        | Vaujany                  |                    | Hockey Club de Vaujany                         | 36x16                             |
| 111  | Viry-Chatillon                              | Viry-Chatillon           | 1000               | Évry Viry Hockey 91                            | 56x26                             |
| 112  | Patinoire municipale                        | Vitry-sur-Seine          |                    | OK - Vitry                                     | 60x30                             |
| 113  | Patinoire Serge Charles                     | Wasquehal                |                    | Les Lions de Wasquehal                         | 56x26                             |